# الکتروفون

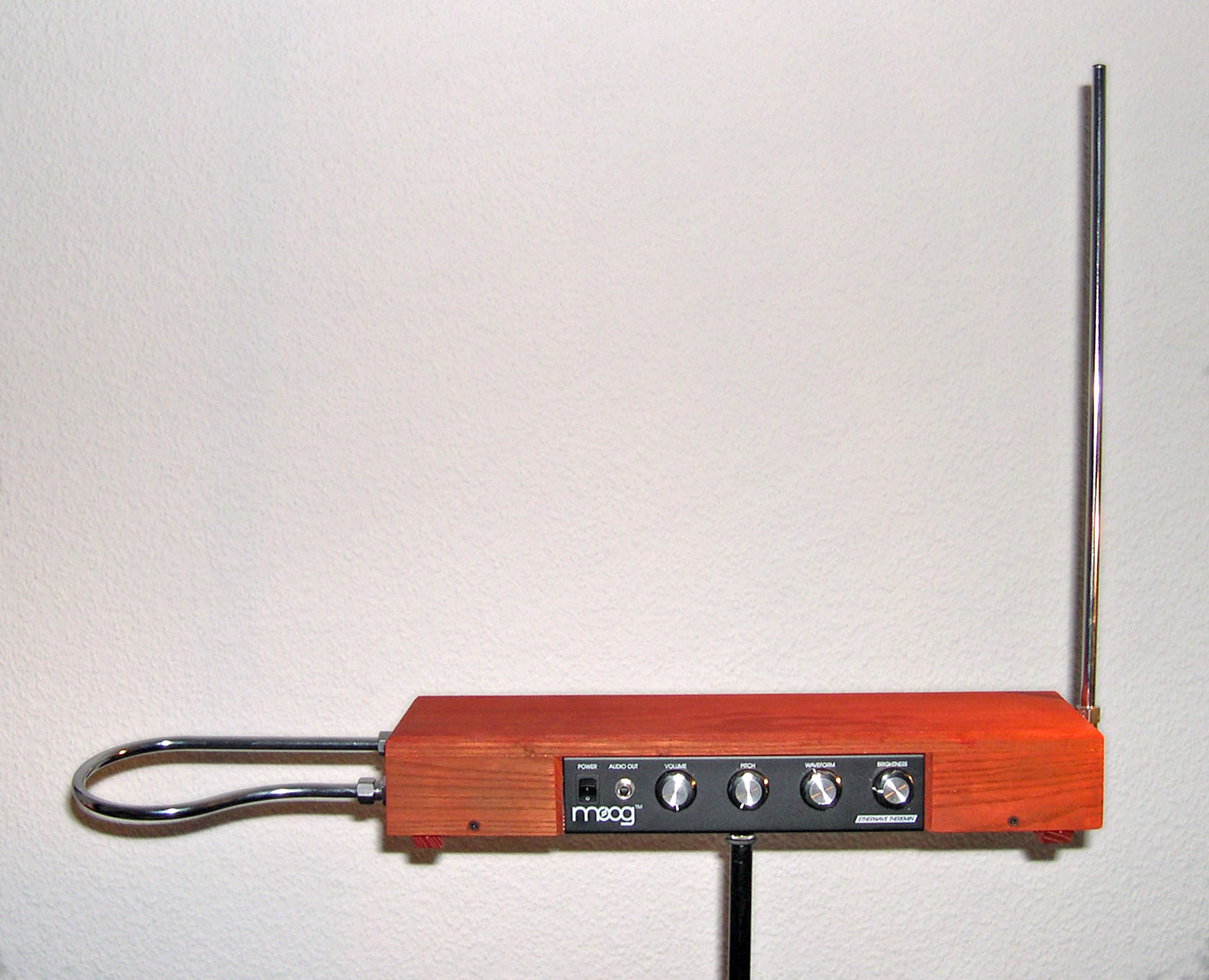
موسیقی الکترونیکی

الکتروفون (به انگلیسی: Electrophone) رده‌ای از سازها است که تولید صدا در آنها با کمک نیروی برق (الکتریسیته) انجام می‌شود. از سازهای معروفِ این دسته می‌توان به اینها اشاره کرد:
گیتار الکتریک، گیتار بیس، سینث‌سایزر، ترمین، کیبورد، ارگِ الکتریک و ویولنِ الکتریک.